# Quiriquire (Yaracuy)
Pour les articles homonymes, voir Quiriquire.
Quiriquire est une localité de la paroisse civile de Salom de la municipalité de Nirgua dans l'État d'Yaracuy au Venezuela. Elle est située sur la route panaméricaine (« carretera Panamericana », en espagnol), ou T-11, reliant les deux villes les plus importantes de la région Nirgua et Miranda dans l'État voisin de Carabobo.